# 須佐之男尊神社
須佐之男尊神社（すさのおのみことじんじゃ）は、大阪市城東区にある神社。別名は関目神社。

## 歴史
羽柴秀吉が大坂城を築城する際（社伝では天正8年（1580年）となっている）、同時にこの地を通る道（後の京街道）をわざと屈曲させた「関目の七曲り」を整備した際に須佐之男尊を祀り、更に大坂城の鬼門封じとして毘沙門天王も併せて祀ったのが始まりとされる。

## 祭神
- 主祭神 - 須佐之男尊

## 境内
- 本殿 - 1977年（昭和52年）再建。
- 拝殿
- 毘沙門天王社 - 祭神：毘沙門天王。1985年（昭和60年）再建。
- 牛頭天王社 - 祭神：牛頭天王
- 明治天皇御駐輦之趾の碑
- 氏子会館
- 社務所
- 関目発祥之地の碑

## 祭事
- 夏祭り7月21日・22日
- 秋祭り10月21日・22日

## 交通アクセス
- オオサカ メトロ谷町線関目高殿駅より徒歩5分